# Општина Корбица (Вранча)
Корбица (рум. Corbiţa) општина је у Румунији у округу Вранча.
Oпштина се налази на надморској висини од 101 m.